# ジャック・N・グリーン
ジャック・N・グリーン（Jack N. Green、本名：John Newton Green、1946年11月18日 - ）はアメリカ合衆国カリフォルニア州サンフランシスコ出身の映画撮影監督・映画監督。

## 人物
ピーター、ヘザー、ライアンの3人の子供も撮影クルーとして活躍している。クリント・イーストウッド作品の撮影でも知られている。
1992年の『許されざる者』でアカデミー撮影賞にノミネートされた。

## 主な作品
- ハートブレイク・リッジ 勝利の戦場 Heartbreak Ridge (1986)
- バード Bird (1988)
- ダーティハリー5 The Dead Pool  (1988)
- ピンク・キャデラック Pink Cadillac (1989)
- ホワイトハンター ブラックハート White Hunter Black Heart (1990)
- ルーキー Rookie (1990)
- 許されざる者 Unforgiven (1992)
- パーフェクト・ワールド A Perfect World (1993)
- マディソン郡の橋 The Bridges of Madison County (1995)
- ザ・インターネット The Net (1995)
- ツイスター Twister (1996)
- 目撃 Absolute Power (1997)
- スピード2 Speed 2: Cruise Control (1997)
- 真夜中のサバナ Midnight in the Garden of Good and Evil (1997)
- フェイクディール/偽札（英語版） Traveller (1997)
- トゥルー・クライム True Crime (1999)
- 17歳のカルテ Girl, Interrupted (1999)
- スペース・カウボーイ Space Cowboys (2000)
- ブルドッグ A Man Apart (2003)
- ウォルター少年と、夏の休日 Secondhand Lions (2003)
- 50回目のファースト・キス 50 First Dates (2004)
- ファイティング×ガール Against the Ropes (2004)
- 40歳の童貞男 The 40 Year Old Virgin (2005)
- セレニティー Serenity (2005)
- Are We Done Yet? (2007)
- 2日間で上手に彼女にナル方法 My Best Friend's Girl (2008)
- グレッグのダメ日記 Diary of A Wimpy Kid (2010)
- オフロでGO!!!!! タイムマシンはジェット式 Hot Tub Time Machine (2010)
- レフト・ビハインド Left Behind (2014)